# Maciej Łuczak (zawodnik)
Maciej Łuczak (ur. 3 kwietnia 1980 w Łodzi) – polski zawodnik kettlebell lifting. Czterokrotny mistrz świata. Pierwszy Polak, który uzyskał tytuł „Master of Sport World Class” organizacji International Kettlebell Marathon Federation w 2016 roku.
Absolwent fizjoterapii oraz pedagogiki ze specjalnością kultura fizyczna i zdrowotna w Łodzi. Prezes Polskiego Stowarzyszenia Girevoy Sport, współorganizatora Mistrzostw Świata Kettlebell Marathon 2019 w Łodzi. Jeden z pierwszych polskich zawodników walczących w formule MMA w latach 2004 - 2006.

## Rekordy
- Kettlebell maraton (60 minut) podrzut odważnika 24 kg jednorącz - 1207 powtórzeń (Oficjalny Rekord Świata) 2016, Dania

- Kettlebell połmaraton (30 minut) podrzut odważnika 32 kg - 560 powtórzeń (Oficjalny Rekord Świata) 2016, Polska

- Rekord Polski podrzut oburącz 2x32 kg - 90 powtórzeń, 2015, Litwa

## Osiągnięcia
- II m-ce IKMF World Championship Kettlebell Marathon 2018 Hiszpania
- I m-ce IKMF World Championship Kettlebell Marathon 2017, Włochy
- I m-ce IKMF European Championship Kettlebell Marathon 2017, Grecja
- I miejsce World Championship in Kettlebell Marathon 2016, Dania
- I miejsce Mistrzostwa Polski w Półmaratonie Kettlebell 2016, Elbląg, Polska
- I miejsce World Kettlebell Grand Prix Series 2016, Polska
- I miejsce Mistrzostwa Polski Kettlebell Sport 2016, Polska
- I miejsce Ultimate Girevik Cup 2015, Dania
- II miejsce IUKL World Kettlebell Championships in Amateur 2015, Irlandia
- I miejsce IKMF World Championship Kettlebell Marathon 2015, Białoruś
- II miejsce IGSF Long Cycle World Championship in Amateur 2015, Węgry
- I miejsce IGSF Long Cycle European Championship in Amateur 2015, Węgry
- I miejsce Open De France Kettlebell Warrior 2015, Francja
- I miejsce XVII Otwarte Mistrzostwa Litwy Kettlebell Sport 2015, Litwa
- III miejsce II Otwarty Puchar Polski Kettlebell Sport 2015, Łódź, Polska
- I miejsce Ultimate Girevik Cup 2014 Sonderborg, Dania
- 8 miejsce na IUKL World Championships Kettlebell Lifting 2014, Hamburg, Niemcy
- Zwycięzca III Otwartych Mistrzostw Polski Girevoy Sport 2014 z odważnikami 32 kg.
- Zwycięzca II Otwartych Mistrzostw Polski Girevoy Sport 2013 z odważnikami 32 kg.
- Zwycięzca I Otwartych Mistrzostw Polski Girevoy Sport 2012 z odważnikami 24 kg.
- Zwycięzca I Pucharu Polski Girevoy Sport 2011 z odważnikami 16 kg

## Odznaczenia
- Sportowiec Roku Łodzi i Województwa Łódzkiego 2018 w plebiscycie Dziennika Łódzkiego[5][6][7]